# Henry Blundell
Henry Blundell, né en 1724 et mort le 28 août 1810, est un collectionneur d'art anglais, qui s'est constitué une vaste collection d'art et d'antiquités à Ince Blundell Hall, dans le Lancashire. 

## Biographie
Henry Blundell naît en 1724 à Ince Blundell dans le Lancashire en Grande-Bretagne. Catholique romain, à l'instar de son ami et collègue collectionneur Charles Townley (qui soutient la collection de Blundell et le présente à l'antiquaire Thomas Jenkins), il est ainsi exclu du système universitaire britannique, et étudie en France au college des Jésuites anglais à St Omer ainsi qu'au Collège anglais de Douai. 
En 1760, il épouse Elizabeth, fille de Sir George Mostyn, bt, de Talacre, Flintshire (commande son portrait à Joshua Reynolds). 
En 1761, son père s'occupe de ses biens familiaux. Il reçoit également un héritage important à la suite du décès d'un membre de la famille de sa mère sans héritier masculin, complété par les revenus de la succession de sa mère et par le décès de sa femme en 1767 ainsi que celui de son père en 1773. 
Ses hauts revenus provenant de diverses sources lui permettent de collectionner des sculptures classiques et des tableaux de maîtres anciens (notamment ceux de ou d'après Poussin, Ruisdael, Brueghel, Jacopo Bassano et Andrea del Sarto), ainsi qu'une copie des Noces de Cana de Véronèse, commandée lors d'une visite à Paris, d'améliorer Ince Blundell Hall, et d’acheter et de commander des œuvres d’artistes tels que Richard Wilson, Canova, Gavin Hamilton et Anton Raphael Mengs. 
En 1776, il entreprend un Grand Tour en Italie, visitant Milan, Venise, Ancône, Rome et Naples. Il y fait son premier achat de sculptures classiques par l'intermédiaire de l'antiquaire Thomas Jenkins (un philosophe assis et quatre-vingts œuvres de la Villa Mattei), mais lors de visites ultérieures à Rome, il finit par se méfier de Jenkins et compte davantage sur le Père John Thorpe. Il a tendance à collectionner en gros plutôt qu'avec discernement, comme avec son groupe de la Villa Borrioni (probablement aussi en 1777), et achète aussi en connaissance de cause des copies modernes de Giuseppi Angelini et Carlo Albacini et autres et des œuvres classiques restaurées de manière originale par des marchands tels que Bartolomeo Cavaceppi et Giovanni Volpato. 
Lors d'autres voyages à Rome en 1782-1783, 1786 et 1790, ses critères de collection s'améliorent, en 1783, lorsqu'il fait l'acquisition de la Minerve de haute qualité de Palazzo Lante, mais le déclenchement des guerres de la Révolution française interrompent sa collection et il porte alors son attention à la création de nouveaux bâtiments à Ince Blundell pour ses collections (bien que celui-ci ait acheté aux ventes anglaise des collections Lord Cawdor et Lord Bessborough en 1800 et 1801). 
Il devient également le premier mécène de la Liverpool Academy of Arts lors de sa fondation en 1810 et est actif dans la vie publique de Liverpool (bien que n'étant pas en mesure d'occuper une fonction publique car il est catholique). Beaucoup de ses œuvres d'art peuvent être vues par le biais de galeries de Liverpool. 
Il meurt en 1810 à Ince Blundell. 